# Martina Di Centa
Martina Di Centa (ur. 6 marca 2000 w Tolmezzo) – włoska biegaczka narciarska, olimpijka z Pekinu 2022.

## Życie prywatne
Mieszka w Paluzzy. Jest córką mistrza olimpijskiego w biegach narciarskich z Turynu 2006 Giorgio Di Centy.

## Udział w zawodach międzynarodowych
| Impreza                     | Rok  | Gospodarz      | Konkurencja              | Miejsce |                      |      |       |                   |     |
| --------------------------- | ---- | -------------- | ------------------------ | ------- | -------------------- | ---- | ----- | ----------------- | --- |
| Impreza                     | Rok  | Gospodarz      | Konkurencja              | Miejsce | Igrzyska olimpijskie | 2022 | Pekin | bieg indywidualny | 37. |
| bieg łączony                | 36.  |                |                          |         | Igrzyska olimpijskie | 2022 | Pekin |                   |     |
| bieg masowy                 | 34.  |                |                          |         | Igrzyska olimpijskie | 2022 | Pekin |                   |     |
| sztafeta kobiet             | 8.   |                |                          |         | Igrzyska olimpijskie | 2022 | Pekin |                   |     |
| Mistrzostwa świata          | 2021 | Oberstdorf     | bieg łączony             | 35.     |                      |      |       |                   |     |
| Mistrzostwa świata juniorów | 2020 | Oberwiesenthal | 15 km st. dowolnym       | 19.     |                      |      |       |                   |     |
| Mistrzostwa świata juniorów | 2020 | Oberwiesenthal | 5 km st. klasycznym      | 19.     |                      |      |       |                   |     |
| Mistrzostwa świata juniorów | 2020 | Oberwiesenthal | sztafeta                 | 4.      |                      |      |       |                   |     |
| Mistrzostwa świata juniorów | 2021 | Vuokatti       | 10 km st. dowolnym (U23) | 15.     |                      |      |       |                   |     |
| Mistrzostwa świata juniorów | 2021 | Vuokatti       | sprint (U23)             | 29.     |                      |      |       |                   |     |
| Mistrzostwa świata juniorów | 2021 | Vuokatti       | sztafeta (U23)           | 8.      |                      |      |       |                   |     |